# 非人哉
『非人哉』（ひとにあらざるかな、拼音: fēi rén zāi、フェーレンザイ）は、中国の漫画、アニメ作品。

## 概要
人ではない妖怪（非人）が、人間界で過ごす日常をコメディ風に描いた作品。題の「非人哉」は日本語では漢文訓読からとって「ひとにあらざるかな」と呼ばれることが多い。
作者は中国出身の一汪空気（簡体字中国語: 一汪空气）。

## ストーリー
九月は少女の姿をした九尾の狐。彼女の周りでは、中国の伝説に登場する妖怪・玉兎・龍・神仏など様々な「ひとにあらざるもの」が、現代社会にそれなりに適応して暮らしている。そんな中で種族の特性や能力などからさまざまな出来事が起きてしまう。

## 登場人物
九月（きゅうげつ）
主人公。九尾の白狐。現代社会で一生懸命に暮らしている九尾の狐であるが、オタクである。
敖烈（ごうれつ）
玉龍・白馬。三蔵法師が乗った馬として知られている西海の太子。胃と海が繋がっている。威張ることなく天然ボケな一面もある。哪吒をとても怖がっている。
哪吒（なた）
哪吒三太子。無口で無表情で無感情なショタであり、いたずらが大好き。小学校に通っている。
観音大士
観音菩薩。九月たちの会社を率いるリーダーの一人で、哪吒の現在の保護者でもある。
刑天
中国古代の戦神。首をはねられた姿で、乳首が目でへそが口である。九月と同じ会社で働いているが謎だらけである。
小玉（しゃおう）
「嫦娥（じょうが）の玉兎」という妖怪。九月の仕事仲間。
九月の会社とは別に月の宮殿で働いていた経歴があり、そこで「月餅」という菓子を作る会社の社長を務めていた。
一度切れるとおぞましい形相になる。年齢は秘密。血液型はA型。

## 単行本

### 漫画
- 中国大陸（簡体字）

1. 2016年5月発売　ISBN 978-7-5057-3708-2
2. 2017年4月発売　ISBN 978-7-5057-3997-0
3. 2018年1月発売　ISBN 978-7-5057-4265-9
4. 2018年11月発売  ISBN 978-7-5057-4503-2

- 香港・台湾（繁体字）

1. 2017年1月発売　ISBN 978-986-473-459-7

- 設定資料集
- 非人哉官方设定集 2019年3月発売 ISBN 978-7-5057-4590-2

## アニメ版

### キャスト
九月
声 - 渣渣咩
敖烈
声 - 宝木中陽
哪吒
声 - 山新
観音大士
声 - 姜广涛
刑天
声 - 图特哈蒙
小玉
声 - C小調

### 日本語吹替版
日本では『フェ〜レンザイ -神さまの日常-』のタイトルで、日本語吹き替え版が2023年7月5日から水曜日未明（4日火曜日深夜）0時にテレビ東京系列で放送。全13回。

#### キャスト（日本語吹替版）
キュウゲツ / 九月
声 - 内田真礼
ゴウレツ / 敖烈
声 - 杉田智和
コウテン / 哮天
声 - 髙橋優斗（HiHi Jets / ジャニーズJr.）
ナタ / 哪吒
声 - 中村嶺亜（7 MEN 侍 / ジャニーズJr.）
カンノン / 観音菩薩
声 - 神谷浩史
ヨウゼン / 楊戩
声 - 三木眞一郎
ジュウイチゲツ / 十一月
声 - 岡本信彦
リュウメ / 龍女
声 - 上坂すみれ
コウガイ / 紅孩児
声 - 蒼井翔太
たまちゃん / 小玉
声 - 高橋李依
セイエイ / 精衛
声 - 鬼頭明里
ハクタク / 白澤
声 - 梶裕貴
ケイテン / 刑天
声 - 前田誠二
ダッキ / 妲己
声 - 三森すずこ

#### スタッフ（日本語吹替版）
- 総合音響監督 - 柴田勝俊
- 録音スタジオ - 東洋レコーディング株式会社、RME株式会社
- 翻訳協力 - 株式会社コトパワード
- プロデューサー - 村上亮太、兪芳、長倉裕樹
- エグゼクティブプロデューサー - 大貫佑介、江崎テツヤ、楊慧寧
- 企画 - 中野祐子、成田耕祐、白金（King Bai）
- 特別協力 - Animore株式会社
- 国内商品化 - ブシロードクリエイティブ
- パッケージ化 - チームジョイ
- 国内配信・番組販売・海外事業 - ブシロードムーブ

#### 主題歌
「純情ウォーアイニー」
HiHi Jetsによるオープニングテーマ。作詞は玉谷友輝、作曲はyouth case、編曲はyouth caseと加部輝。
「さよならまたねもうちょっと」
7 MEN 侍によるエンディングテーマ。作詞はmiyakei、作曲・編曲はRyo Mizutani。

#### 放送局
| 放送期間                                                 | 放送時間                     | 放送局              | 対象地域・備考                                              |
| -------------------------------------------------------- | ---------------------------- | ------------------- | ----------------------------------------------------------- |
| 2023年7月5日 - 9月27日                                   | 水曜 0:00 - 0:30（火曜深夜） | テレビ東京系列全6局 | 北海道・関東広域圏・愛知県・ 大阪府・岡山県・香川県・福岡県 |
| 2023年7月13日 - 10月5日                                  | 木曜 1:18 - 1:50（水曜深夜） | 長崎文化放送        | 長崎県 / 「あに。」枠                                       |
| 2023年10月3日 - 12月26日                                 | 火曜 1:15 - 1:45（月曜深夜） | 新潟テレビ21        | 新潟県                                                      |
|                                                          | 火曜 1:20 - 1:50（月曜深夜） | 秋田朝日放送        | 秋田県                                                      |
| 日本語吹き替え版のみ。テレビ東京系列では字幕放送を実施。 |                              |                     |                                                             |

| テレビ東京 水曜 0:00 - 0:30（火曜深夜） | テレビ東京 水曜 0:00 - 0:30（火曜深夜）                         | テレビ東京 水曜 0:00 - 0:30（火曜深夜）                 |
| 前番組                                  | 番組名                                                          | 次番組                                                  |
| --------------------------------------- | --------------------------------------------------------------- | ------------------------------------------------------- |
| 東京ミュウミュウ にゅ〜♡ （第2期）      | フェ〜レンザイ -神さまの日常- - ※本番組までネットワークセールス | 東京リベンジャーズ 天竺編 - ※同番組のみローカルセールス |